# Bajbuza (powieść)
Bajbuza: Czasy Zygmunta III – powieść historyczna Józefa Ignacego Kraszewskiego wydana po raz pierwszy w 1885 roku, należąca do cyklu Dzieje Polski.

## Opis fabuły
Akcja toczy się w latach 1587–1607. Po śmierci Stefana Batorego następuje kolejny w dziejach polskich okres bezkrólewia, wolnej elekcji i walki stronnictw. Dochodzi do wojny o polski tron pomiędzy Zygmuntem Wazą a arcyksięciem Maksymilianem. Królem zostaje Zygmunt, jednak przeciwko nowemu władcy tworzy się opozycja szlachty i magnaterii, której przywódcą jest Jan Zamoyski, a po jego śmierci Mikołaj Zebrzydowski. Spór kończy się krwawą wojną domową, która przeszła do historii jako rokosz Zebrzydowskiego.
Autor powieści krytycznie ustosunkowuje się zarówno do osoby króla, któremu zarzuca egoizm, przedmiotowe traktowanie polskiej korony oraz uległość wobec cudzoziemców i duchowieństwa, jak i jego przeciwników których oskarża o warcholstwo, brak patriotyzmu, ksenofobię oraz walkę o własne interesy, nawet kosztem rozlewu krwi i anarchii w kraju. Wyjątkiem pod tym względem jest jedynie Jan Zamoyski, którego opozycja wobec króla wynika z pobudek patriotycznych.
Na tym tle toczą się losy tytułowego bohatera, którym jest zamożny szlachcic wołyński, Iwan Bajbuza. Jest on patriotą bezinteresownie oddanym ojczyźnie. Ponadto jest to człowiek uczciwy i wrażliwy na krzywdę ludzką, zawsze gotowy do pomocy i obrony słabszych.